# Mieczysław Stryjewski
Mieczysław Stryjewski (ur. 12 lutego 1918 w Tarnopolu  – zm. 21 lutego 1984 w Toruniu) – polski poeta.

## Życiorys
Na świat przyszedł jako syn Antoniego Stryjewskiego, urzędnika skarbowego i Olgi z domu Pronay. Od dzieciństwa poruszał się na wózku inwalidzkim, ze względu na chorobę parkinsona. Stryjewski był samoukiem. Jako poeta zadebiutował w 1937 roku na łamach czasopisma "Kamena". Okres wojny spędził na Lubelszczyźnie. Od 1945 do 1972 roku mieszkał w Lęborku. Po śmierci matki przebywał w Domu Pomocy Społecznej w Wejherowie, a następnie Państwowym Domu Rencistów w Toruniu.  
Po II wojnie światowej wydrukowano jego utwory poetyckie w antologii zatytułowanej "Księga Wyzwolenia". W 1953 Stryjewski został przyjęty do Związku Literatów Polskich. Najpierw działał w oddziale gdańskim, a następnie w toruńskim. Od 1961 roku poeta współpracował z redakcją periodyku "Słowo Powszechne" i gazety "Dziennik Bałtycki". Związany był także z "Pomorzem". Swoje utwory publikował w "Literach" i almanach poetyckich. Prowadził działalność w koszalińskiej grupie literackiej „Meduza”, z którą musiał się jednak rozstać ze względu na stan zdrowia. 
Przez władze Gdańska nagrodzony został medalem "Zasłużony dla Ziemi Gdańskiej". 

## Pokłosie
Od 1985 odbywa się w Lęborku Ogólnopolski Konkurs Literacki im. Mieczysława Stryjewskiego, obejmujący 2 kategorię: poezję i prozę. Imieniem Stryjewskiego nazwano ulicę w Lęborku, na której mieszkał poeta. W mieście tym przy rodzimym budynku Mieczysława Stryjewskiego (ul. Stryjewskiego 52) zainicjowano w ramach programu rewitalizacji założenia podwórka integracyjnego upamiętniające miejscowego literata.

## Książki
tomiki poezji:
- Białe panny (Wydawnictwo Morskie, Gdańsk 1975)
- Ponad milczeniem (Toruńskie Towarzystwo Kultury, Toruń 1983)
- Z brulionu (Miejska Biblioteka Publiczna, Lębork 2005)

almanachy:
- Księga wyzwolenia (Wydawnictwo MON, Warszawa 1948)
- W każdej chwili wybierać muszę (Wydawnictwo PAX, Warszawa 1953)
- Poeci pomorscy I (Wydawnictwo Morskie, Gdynia 1962)
- Poeci pomorscy II (Wydawnictwo Morskie, Gdynia 1964)